# Rythme, joie de vivre
Rythme, Joie de vivre est un tableau réalisé par Robert Delaunay en 1930. Cette huile sur toile est conservée au musée national d'Art moderne, à Paris.